# 溝犁貝屬
溝犁貝屬（學名：Aulacophoria）是裂線貝科下已滅絕的一個屬，生活在早石炭紀海洋的泥質沉積中。

## 特徵
這類腕足動物的體型為中等大小，殼形從近乎圓形到接近正方形的都有。背殼凸起程大於腹殼，且有寬大的前部褶皺，而腹殼上則有一對應的凹陷。肉莖本身十分突出，鉸合面相對窄小一些。兩殼上均有纖細的肋紋。

## 外部連結
- Aulacophoria（页面存档备份，存于） in the Paleobiology Database